# Olivier Dumont
Olivier Dumont (Visé, 6 maart 2002) is een Belgisch voetballer. Hij stroomde in het seizoen 2021/22 door vanuit de jeugd naar het eerste elftal van Standard Luik, in de voorbereiding van het seizoen 2022/23 maakte hij de overstap naar STVV. Dumont speelt als centrale middenvelder.

## Carrière
Dumont genoot zijn jeugdopleiding bij CS Visé en Standard Luik. In juni 2020 ondertekende hij een profcontract bij de Luikenaars. Op 23 juli 2021 maakte hij zijn officiële debuut voor Standard: op de openingsspeeldag van de Jupiler Pro League liet trainer Mbaye Leye hem tegen KRC Genk in de 80e minuut invallen voor João Klauss de Mello. Ook op de vierde competitiespeeldag kreeg hij een korte invalbeurt tegen Beerschot VA. In oktober 2021 verlengde Dumont, die kon rekenen op interesse van onder andere STVV, KV Kortrijk, KAA Gent en Lille OSC, zijn contract bij Standard tot medio 2024. Desondanks stuurde Leye's opvolger Luka Elsner hem later dat seizoen evenwel terug naar de B-kern.
Voor aanvang van het seizoen 2022/23 verliet Dumont Standard definitief en tekende hij bij eersteklasser STVV. Op 9 april 2023 scoorde hij zijn eerste professionele doelpunt in de wedstrijd tegen KV Oostende. 

## Clubstatistieken
| Seizoen         | Club            | Land            | Competitie      | Competitie | Competitie | Beker | Beker | Supercup | Supercup | Europees | Europees | Totaal | Totaal |
| Seizoen         | Club            | Land            | Competitie      | Wed.       | Dlp.       | Wed.  | Dlp.  | Wed.     | Dlp.     | Wed.     | Dlp.     | Wed.   | Dlp.   |
| --------------- | --------------- | --------------- | --------------- | ---------- | ---------- | ----- | ----- | -------- | -------- | -------- | -------- | ------ | ------ |
| 2021/22         | Standard Luik   | Vlag van België | Eerste klasse A | 2          | 0          | 0     | 0     | —        | —        | —        | —        | 2      | 0      |
| 2022/23         | STVV            | Vlag van België | Eerste klasse A | 8          | 1          | 2     | 0     | —        | —        | —        | —        | 10     | 1      |
| 2023/24         | STVV            | Vlag van België | Eerste klasse A | 17         | 0          | 2     | 0     | —        | —        | —        | —        | 19     | 0      |
| Carrière totaal | Carrière totaal | Carrière totaal | Carrière totaal | 27         | 1          | 4     | 0     | 0        | 0        | 0        | 0        | 31     | 1      |

Bijgewerkt op 3 juli 2024.

## Trivia
- Dumont werd op exact dezelfde dag geboren als Ameen Al Dakhil, die eveneens op 23 juli 2021 zijn profdebuut maakte voor Standard Luik.[9] Later vonden ze elkaar ook terug bij Sint-Truidense VV.